# Nationale Unie (België)
Van 1918 tot 1921 werd België bestuurd door Nationale Unieregeringen. Deze kabinetten bestonden uit ministers van katholieken, socialistischen en liberalen huize. Deze brede samenstelling moest een nationale aanpak waarborgen van de wederopbouw van het door de Grote Oorlog verwoeste land. Oorlog en bezetting hadden ook pijnlijk duidelijk gemaakt, dat de sociale kwestie en de taalkwestie dringend een oplossing behoefden. Ook het algemeen kiesrecht moest worden geregeld.
Er waren 3 Nationale Unieregeringen:
- Kabinet-Delacroix I (1918 - 1919)
- Kabinet Delacroix II (1919 - 1920)
- Kabinet-Carton de Wiart (1920 - 1921)

Ook na de Tweede Wereldoorlog was er korte tijd een uniekabinet, en wel onder de oorlogspremier Hubert Pierlot (1945-1946).